# Neoatractosoma coineaui
Neoatractosoma coineaui är en mångfotingart som beskrevs av Jean-Paul Mauriès 1969. Neoatractosoma coineaui ingår i släktet Neoatractosoma och familjen Neoatractosomatidae. Inga underarter finns listade i Catalogue of Life.